# Пам'ятник Янці Купалі (Москва)
Пам'ятник Янці Купалі в Москві встановлений на Кутузовському проспекті в сквері перед будинком 28 (район Дорогомілово).

## Історія
Створення пам'ятника білоруському письменнику, поету й драматургу Янці Купалі було приурочено до 125-ї річниці з дня його народження. Авторами пам'ятника виступили білоруські скульптори: народний художник Білорусі Лев Гумілевський і його син Сергій Гумілевський. 14 січня 2005 проект пам'ятника був затверджений президентом Республіки Білорусь Олександром Лукашенком, який виступив ініціатором створення пам'ятника під час зустрічі з мером Москви Юрієм Лужковим.

## Опис
Скульптура була відлита з бронзи на комбінаті Білоруської спілки художників. Роботи фінансувалися Союзною державою і Урядом Москви. Для пам'ятника було обрано місце в Західному адміністративному окрузі на Кутузовському проспекті. Сквер, в якому встановлений пам'ятник, був обгороджений. Для встановлення пам'ятника була насипана невеличкий горбок. Поруч з пам'ятником були встановлені кам'яні плитки, що спускаються до невеликого фонтану, викладеного сірим каменем.
Скульптори Гумілевські зобразили письменника в задумливій позі, він спирається на дерев'яну огорожу з листом папороті і з книгою, що лежить. Висота бронзового пам'ятника становить 4 м, а разом з кам'яним постаментом, на який нанесений простий напис «Янка Купала» — 7 м. Відкриття пам'ятника відбулося 7 липня 2007 року.